# باوسه
باوسه كانت واحدة من الجزر الفريزية الشرقية بمحاذاة ساحل بحر الشمال لألمانيا والتي غمرها البحر تماماً في القرن 17.